# Gigo Gabashvili
Giorgi Ivanovich Gabashvili, detto Gigo (ka: გიორგი ივანოვიჩ გაბაშვილი) (Tbilisi, 9 novembre 1862 – Tsikhisdziri, 28 ottobre 1936), è stato un pittore georgiano.

## Biografia
Nato a Tbilisi nel 1862 (all'epoca parte dell'Impero russo), rimase orfano di padre nel 1868 a causa di un'epidemia di colera. Studiò presso le accademie di San Pietroburgo (1886–1888), dove fu allievo di Bogdan Willewalde e Monaco (1894–1897), dove conobbe Franz Rubo.
Nel 1891 ebbe l'onore di esporre in una mostra personale a Tbilisi.
Nella primavera del 1894 compì un viaggio attraverso le regioni dell'Asia Centrale, i paesaggi e le immagini viste durante questo viaggio furono fonte di ispirazione per molte opere dipinte dall'artista (tra cui le opere Bazar a Samarcanda e Lo stagno Divan-Beghi a Bukhara riprodotte in diverse versioni). Nel corso della sua vita fece diversi viaggi, tra cui quello in Grecia e in Italia, tra il 1896 e il 1897, e quello nel Khevsureti del 1898.
Nel 1897 fondò un suo studio personale a Tbilisi e iniziò ad insegnare la tecnica pittorica a numerosi allievi.
Nel 1922 fu invitato come professore alla neonata Accademia Statale delle Belle Arti di Tbilisi, dove insegnò sino alla sua scomparsa, e nel 1929 venne insignito del titolo di Artista del Popolo dalla RSS Georgiana.
Morì nel 1936 a Tsikhisdziri in Agiaria.

## Stile e opere

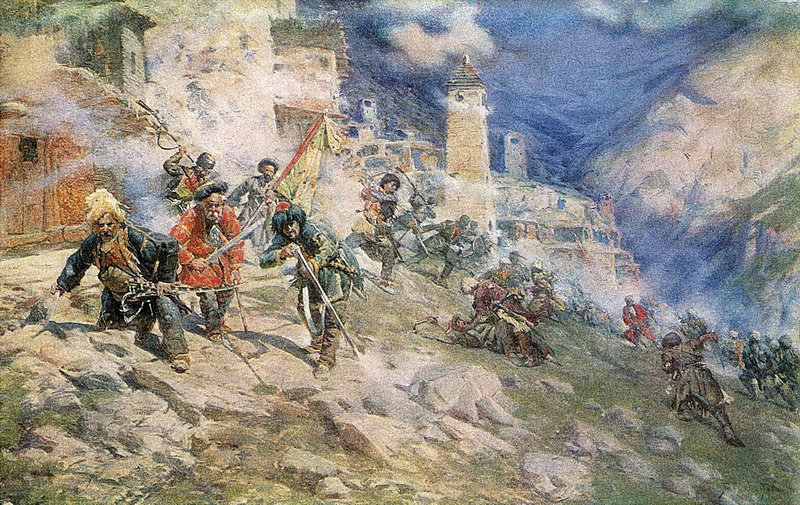
La difesa di Arkhoti, olio su tela.

Gabashvili è ritenuto uno dei massimi esponenti del realismo georgiano.
I soggetti preferiti delle sue opere furono i paesaggi e le popolazioni del Caucaso e dell'Asia Centrale, dipinse numerosi ritratti aventi come protagonisti sia esponenti del ceto nobiliare che popolari. Parte importante della sua produzione furono le scene di guerra, in questo fu sicuramente influenzato da Willewalde, celebre per i suoi quadri di battaglie, che fu suo maestro all'accademia di San Pietroburgo.
La maggior parte delle sue opere è attualmente esposta al Museo di belle arti Shalva Amiranashvili di Tbilisi.
La sua opera Bazar a Samarcanda, facente parte della collezione dell'ambasciatore statunitense Charles Richard Crane, è stata battuta all'asta da Christie's nel 2005 per un valore di 1.136.000 dollari.

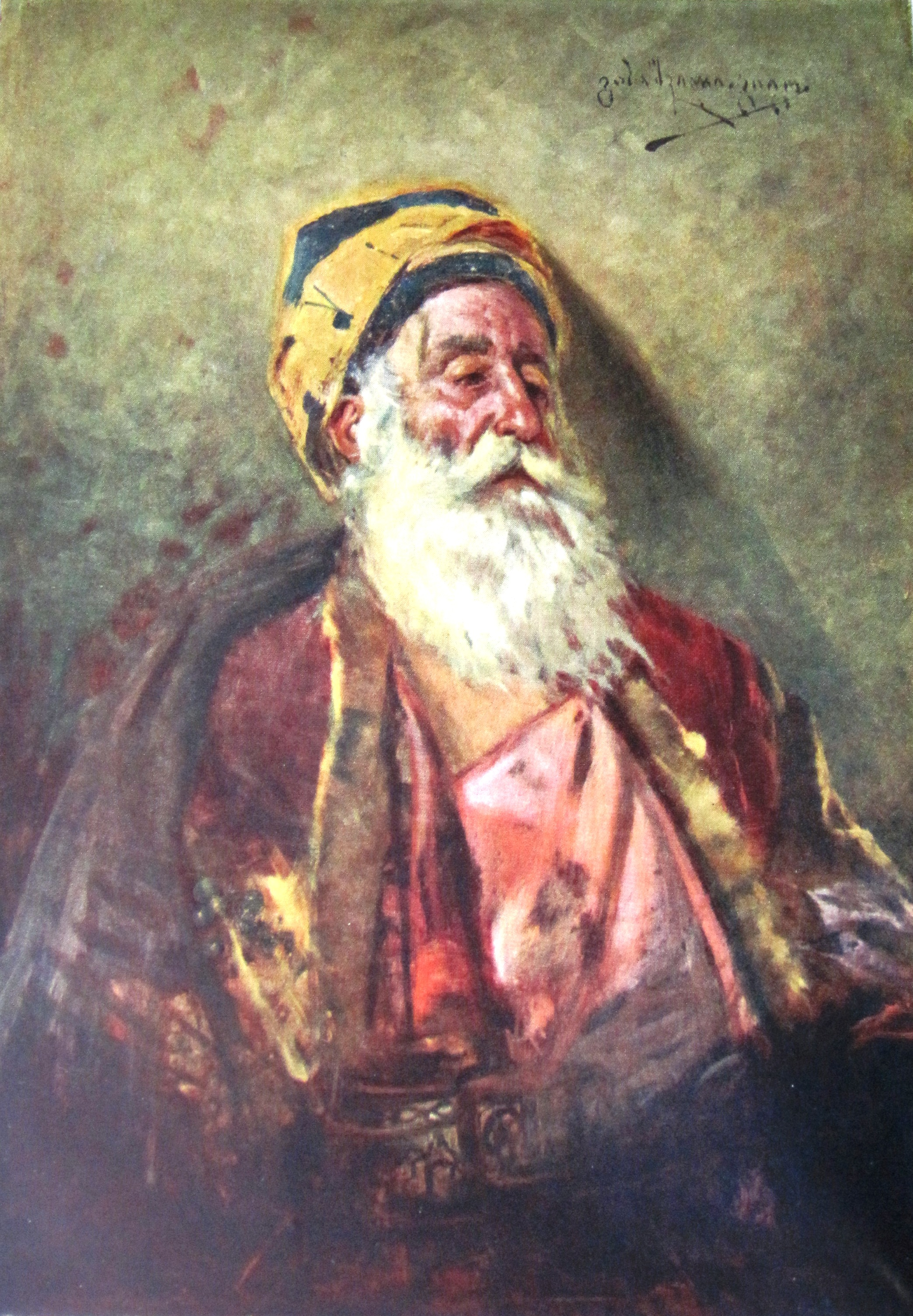
Mullah, olio su tela (1891).